# Кёк-Джар (Ошская область)
Кёк-Джар (кирг. Көк-Жар) — село в Ноокатском районе Ошской области Кыргызстана. Административный центр Кызыл-Октябрьского айылного аймака.

## География
Село расположено в западной части области, на расстоянии приблизительно 19 километров (по прямой) к западо-северо-западу от города Ноокат, административного центра района. Абсолютная высота — 1274 метра над уровнем моря.

## Население
Согласно оценочным данным Национального статистического комитета Кыргызской Республики, численность населения села на начало 2023 года составляла 3742 человека.
| год     | 2009 | 2014 | 2015 | 2020 | 2021 | 2023 |
| ------- | ---- | ---- | ---- | ---- | ---- | ---- |
| человек | 2786 | 3054 | 3120 | 3444 | 3573 | 3742 |